# Falmouth (Maine)
Falmouth ist eine Town im Cumberland County des Bundesstaates Maine in den Vereinigten Staaten. Im Jahr 2020 lebten dort 12.444 Einwohner in 5.355 Haushalten auf einer Fläche von 94,1 km².

## Geografie
Nach den Angaben des United States Census Bureaus hat Falmouth eine Fläche von 94,1 km², wovon 76,1 km² aus Land und 18,0 km² aus Gewässern bestehen.

### Geografische Lage
Falmouth liegt zentral im Cumberland County, an der Küste des Atlantischen Ozeans. Das südöstliche Ende der Town, die Falmouth Foreside, grenzt an die Casco Bay. Zum Gebiet der Town gehört die durch einen Damm mit dem Festland verbundene Insel Mackworth Island und die Inseln Mackay, The Brothers und Clapboard. Die höchsten Erhebungen sind der Poplar Ridge im nördlichen Teil von Falmouth und der Black' Strap Hill. Die Flüsse Presumpscot River, Piscatagua River, East Branch und Mill Creek durchfließen die Town.

### Nachbargemeinden
Alle Entfernungen sind als Luftlinien zwischen den offiziellen Koordinaten der Orte aus der Volkszählung 2010 angegeben.
- Norden: Cumberland, 3,4 km
- Nordosten: Yarmouth mit Cousins Island in der Casco Bay, 13,2 km
- Osten: Chebeague Island in der Casco Bay, 21,8 km
- Südosten: Long Island in der Casco Bay, 13,8 km
- Süden: Portland, 11,0 km
- Südwesten: Westbrook, 8,5 km
- Westen: Windham, 14,4 km

### Stadtgliederung
Falmouth gliedert sich in mehrere Siedlungen: Blackstrap, Falmouth (ehemals Falmouth Corners), Falmouth Foreside, Mackworth Point (Mackeys Point, Menickoe Point), New Casco (ehemaliges Postamt), North Falmouth, Pleasant Hill, Presumpscot (auch Presumpscot Falls; ein ehemaliges Village, vermutlich dieselbe Ansiedlung, die auch Casco Mill genannt wird), West Falmouth Corner und West Falmouth Station.

### Klima
Die mittlere Durchschnittstemperatur in Falmouth liegt zwischen −6,1 °C (21 °F) im Januar und 20,6 °C (69 °F) im Juli. Damit ist der Ort gegenüber dem langjährigen Mittel der USA um etwa 9 Grad kälter. Die Schneefälle zwischen Oktober und Mai liegen mit bis zu zweieinhalb Metern mehr als doppelt so hoch wie die mittlere Schneehöhe in den USA; die tägliche Sonnenscheindauer liegt am unteren Rand des Wertespektrums der USA.

## Geschichte
Die Town wurde als 7. Town in der Province of Maine am 12. November 1718 gegründet. Benannt wurde sie nach dem gleichnamigen Hafen Falmouth in England. Ursprünglich reichte die Town vom Spurwink River bis nach North Yarmouth und 8 Meilen ins Hinterland. Dieses Gebiet umschloss die heutigen Towns Falmouth, Cape Elizabeth, Westbrook, Decring und Portland. Somit ist die Geschichte Falmouth eng mit der Geschichte Portlands verbunden.
Eine erste Besiedlung Falmouths fand im Jahr 1632 in Falmouth Foreside durch Arthur Mackworth statt. Dieser erhielt einen Grant über 202 Hektar (500 ac) von Ferdinando Gorges. Mackworth war ein sehr geachteter Siedler der ersten Stunde, der viele Jahre in der Verwaltung des Gebietes mitgearbeitet hat. Die Insel gegenüber seinem Haus trägt seitdem seinen Namen, Mackworth Island, und ist durch einen Damm mit dem Festland verbunden.

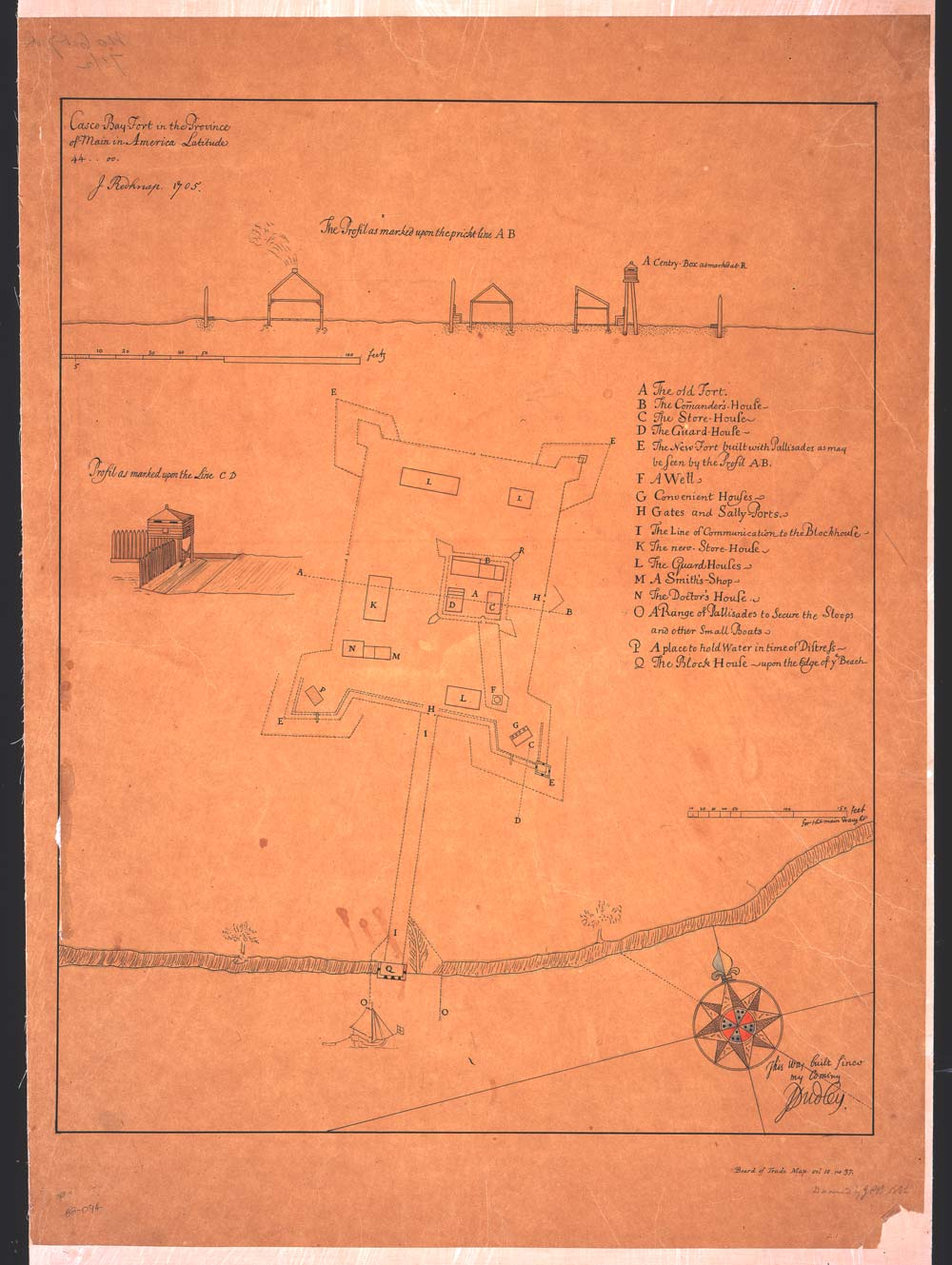
Fort New Casco um 1705

Die östliche Seite des Presumpscot Basin hat eine große historische Bedeutung. Die Siedlungen am Presumpscot River waren unter den ersten angegriffenen. Die Familie von Thomas Wakely, bestehend aus neun Personen, die fern von anderen siedelte, wurde mit großer Brutalität hingerichtet. Nur ein Mädchen von vierzehn Jahren konnte dem Massaker entkommen. Sie wurde gefangen genommen. Die Festung und Siedlung Old Neck in Portland wurde von den Indianern im Jahre 1690 zerstört und im Jahre 1698 wurden auf Grund der jüngsten Verträge das Fort und das Handelshaus an dieser Stelle für die Unterbringung der Indianer errichtet. Der Ort wurde New Casco genannt, zur Unterscheidung zum Ort, an dem Fort Loyal gestanden hatte, welches nun Old Casco genannt wurde.
Im Jahr 1703 hielt Gouverneur Joseph Dudley eine Konferenz mit den Indianern ab. Zu dieser Konferenz erschienen gut bewaffnet und bunt bemalt, eine große Anzahl von Kriegern der einzelnen Stämme von Maine. Die Arosaguntacook kamen mit über 250 Kriegern in 65 Kanus. Die Häuptlinge erklärten den Frieden und die Krieger feierten das in demonstrativer Manier. Doch innerhalb von zwei Monaten wurden alle Siedlungen angegriffen. In diesem Krieg war New Casco ein Zentrum der Verteidigung für die Siedlungen an der Casco Bay. Ein Angriff wurde durch 500 Franzosen und Indianer geführt und es war nur durch die rechtzeitige Ankunft eines bewaffneten Schiffs in der Provinz möglich, die Indianer zum Rückzug zu zwingen. Im Jahre 1716 wurde die Festung im Auftrag des Gouverneurs von Massachusetts abgerissen, um die Kosten der Aufrechterhaltung einer Garnison an dieser Stelle zu sparen.
1735 reichten die Bewohner von New Casco eine Petition zugunsten eines Predigers ein und eine weitere im Jahre 1752, um eine selbständige Gemeinde einrichten zu dürfen. Im Dezember 1753 wurde die Kirchengemeinde gegründet und im Jahre 1754 die Kirche.
In Falmouth gab es an mehreren Stellen Ziegeleien, Grieß und Mehl wurde in West Falmouth und New Casco gemahlen, Kutschen, Stiefel, Schuhe und Blechwaren bei Presumpscot Falls produziert. Naben, Speichen, Kutschen, Ziegel und Holz in West Falmouth.

### Trivia
Im Jahr 1996 erreichte eine Weinflasche Falmouth, die 1993 als Flaschenpost bei Hennef in die Sieg geworfen worden war. Als unmöglichste Flaschenpost erhielt sie 1998 einen Eintrag ins Guinness-Buch der Rekorde.(s. auch: )

### Einwohnerentwicklung
| Volkszählungsergebnisse – Town of Falmouth, Maine | Volkszählungsergebnisse – Town of Falmouth, Maine | Volkszählungsergebnisse – Town of Falmouth, Maine | Volkszählungsergebnisse – Town of Falmouth, Maine | Volkszählungsergebnisse – Town of Falmouth, Maine | Volkszählungsergebnisse – Town of Falmouth, Maine | Volkszählungsergebnisse – Town of Falmouth, Maine | Volkszählungsergebnisse – Town of Falmouth, Maine | Volkszählungsergebnisse – Town of Falmouth, Maine | Volkszählungsergebnisse – Town of Falmouth, Maine | Volkszählungsergebnisse – Town of Falmouth, Maine |
| Jahr                                              | 1700                                              | 1710                                              | 1720                                              | 1730                                              | 1740                                              | 1750                                              | 1760                                              | 1770                                              | 1780                                              | 1790                                              |
| ------------------------------------------------- | ------------------------------------------------- | ------------------------------------------------- | ------------------------------------------------- | ------------------------------------------------- | ------------------------------------------------- | ------------------------------------------------- | ------------------------------------------------- | ------------------------------------------------- | ------------------------------------------------- | ------------------------------------------------- |
| Einwohner                                         |                                                   |                                                   |                                                   |                                                   |                                                   |                                                   |                                                   |                                                   |                                                   | 2994                                              |
| Jahr                                              | 1800                                              | 1810                                              | 1820                                              | 1830                                              | 1840                                              | 1850                                              | 1860                                              | 1870                                              | 1880                                              | 1890                                              |
| Einwohner                                         | 3422                                              | 4105                                              | 1679                                              | 1966                                              | 2071                                              | 2157                                              | 1935                                              | 1730                                              | 1622                                              | 1580                                              |
| Jahr                                              | 1900                                              | 1910                                              | 1920                                              | 1930                                              | 1940                                              | 1950                                              | 1960                                              | 1970                                              | 1980                                              | 1990                                              |
| Einwohner                                         | 1511                                              | 1488                                              | 1542                                              | 2041                                              | 2883                                              | 4342                                              | 5976                                              | 6291                                              | 6853                                              | 7610                                              |
| Jahr                                              | 2000                                              | 2010                                              | 2020                                              | 2030                                              | 2040                                              | 2050                                              | 2060                                              | 2070                                              | 2080                                              | 2090                                              |
| Einwohner                                         | 10310                                             | 11185                                             | 12444                                             |                                                   |                                                   |                                                   |                                                   |                                                   |                                                   |                                                   |

## Kultur und Sehenswürdigkeiten

### Bauwerke

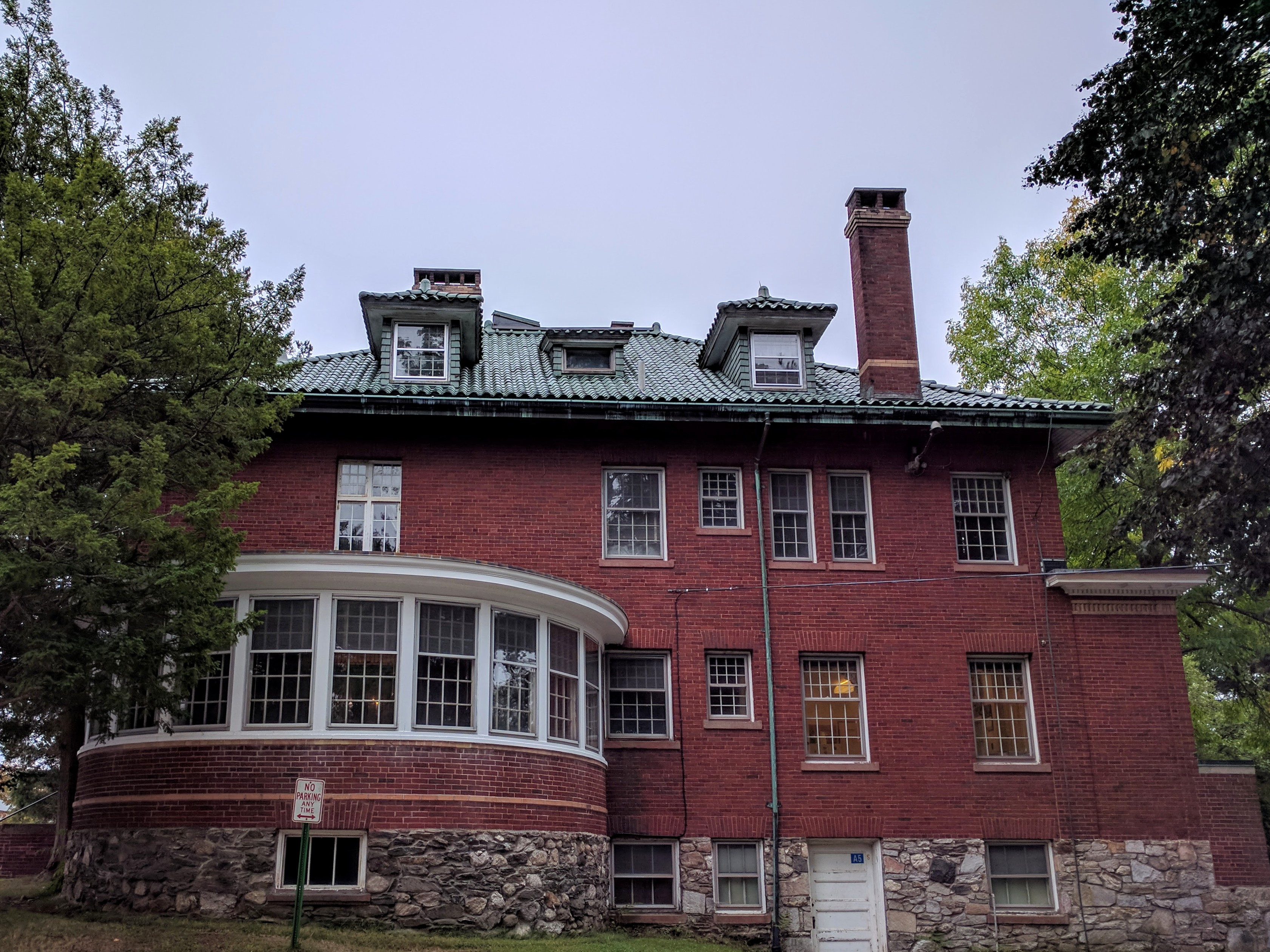
Baxter Summer Home

Ein Distrikt und sieben Gebäude stehen unter Denkmalschutz und wurden ins National Register of Historic Places aufgenommen.
als Distrikt
- Norton House Historic District, aufgenommen 2004, Register-Nr. 03001501

weitere Bauwerke
- Baxter Summer Home, aufgenommen 1985, Register-Nr. 85003155
- Falmouth High School, aufgenommen 2016, Register-Nr. 15000967
- Falmouth House, aufgenommen 1976, Register-Nr. 76000091
- Hall’s Tavern, aufgenommen 1978, Register-Nr. 78000172
- Payson House at Thornhurst, aufgenommen 2005, Register-Nr. 05000057
- Elisha Purington House, aufgenommen 1985, Register-Nr. 85000271
- Thomas Skelton House, aufgenommen 1973, Register-Nr. 73000124

## Wirtschaft und Infrastruktur

### Verkehr
Durch den Westen des Gebietes läuft die Interstate 95 der Maine Turnpike in nordsüdlicher Richtung. Parallel zur Interstate verläuft die Maine State Route 100. Entlang der Küste, durch den Osten der Town führt die Interstate 295 ebenfalls in nordsüdlicher Richtung. Parallel zu dieser Interstate verläuft der U.S. Highway 1.
Falmouth liegt an der Strecke der Grand Trunk Railway und der Maine Central Railroad.

### Öffentliche Einrichtungen
In Falmouth gibt es mehrere medizinische Einrichtungen, die auch für die Bewohner der umliegenden Gebiete als medizinische Einrichtung Anlaufstellen sind. Weitere Krankenhäuser finden sich in Portland und Yarmouth.
Falmouth besitzt eine eigene Bibliothek. Die Falmouth Memorial Library befindet sich in der 5 Lunt Road in Falmouth.

### Bildung
In Falmouth gibt es eine Elementary School, eine Middle School und eine High School.

## Persönlichkeiten

### Söhne und Töchter der Stadt
- William Cranch Bond (1789–1859), Astronom
- Daniel Ilsley (1740–1813), Politiker
- Judith Fergin (* 1951), Diplomatin
- Scott Wilson (1870–1942), Richter und Politiker

### Persönlichkeiten, die vor Ort gewirkt haben
- Oakley C. Curtis (1865–1924), Politiker
- Gary Merrill (1915–1990), Schauspieler
- Joan Whitney Payson (1903–1975), Kunstsammlerin, Mäzenin und Unternehmerin
- Olympia Snowe (* 1947), Politikerin